# For a Minor Reflection
For a Minor Reflection és un grup de post-rock i rock alternatiu instrumental originari de Reykjavík, Islàndia. Va ser formada l'any 2005 per quatre nois de vint anys. El seu primer àlbum, anomenat Reistu Þig Við, Sólin Er Komin Á Loft… va ser llançat l'any 2007. Han sortit de gira amb Sigur Rós fent de teloners, el que els ha donat certa popularitat. Actualment estan treballant en el seu nou disc d'estudi, Höldum í átt að óreiðu.

## Història
La banda té els seus orígens en un duo de hard rock, que posteriorment va evolucionar cap a un trio d'indie rock. Amb la incorporació del quart membre es va crear For a Minor Reflection tal com és ara. El 2007 van autoproduir el seu primer disc d'estudi: Reistu Þig Við, Sólin Er Komin Á Loft...(Aixeca't i brilla, el Sol és allà dalt...). Aquest LP els va proporcionar popularitat, esgotant les còpies a Islàndia. Conté 6 temes sobrepassant generalment els 10 minuts de llargada.
Després del llançament del seu primer àlbum, For a Minor Reflection es va embarcar en un tour de dues setmanes per Estats Units i Canadà. Poc després van ser invitats a fer de teloners de Sigur Rós durant una gira europea de 15 concerts.
L'estiu del 2009 van començar a treballar en el seu segon LP, que s'espera que tingui unes 8-10 cançons (bastant més curtes que les anteriors).

## Membres
- Kjartan Holm (guitarra)
- Guðfinnur Sveinsson (guitarra i piano)
- Elvar Jón Guðmundsson (baix)
- Jóhannes Ólafsson (percussió)

## Discografia
- Reistu Þig Við, Sólin Er Komin Á Loft... (2007)
- Höldum í átt að óreiðu (2010)